# Гипофора
Гипофора (греч. ὑπόϕορά) — фигура речи, предполагающая вопрос оратора к себе с последующим ответом на него. Гипофора относится к грамматическим тропам речи, то есть тем тропам, в которых используются в переносном смысле не слова, а грамматические формы. В данном случае грамматической формой будет вопрос, относящийся к самому оратору. В отличие от риторического вопроса, гипофора предполагает, что оратор сам даёт ответ на свой вопрос. Одна из разновидностей амплификации. Некоторые авторы относят гипофору не к тропам, а к фигурам. Используется в монологах.

##### Функции гипофоры
- демонстрация хода мыслей оратора,
- создание впечатления угадывания вопроса, родившегося у аудитории,
- попытка вовлечь слушателя в диалог, повысить степень его внимания.

##### Примеры
- — «И что мы на данный момент имеем? А имеем мы вот что».
- — «Вы говорите, что не существует тела более холодного, чем температура абсолютного нуля? Но что вы скажете на этот экземпляр? Он холоднее холодного».